# Никитинка (приток Вильвы)
Никитинка (в верховьях Большая Никитинка)— река в Губахинском муниципальном округе Пермского края, приток Вильвы, притока Усьвы. Впадает в Вильву справа, в 44 км от её устья. Длина водотока 16 км. Истоки в лесах севернее Гремячинска, основное направление течения — на юг. Абсолютная высота истока 322 м. Приток — Малая Никитинка, впадает слева в 4 км от устья. Впадает в Вильву примерно в 3 км восточнее Гремячинска.

## Данные водного реестра
По данным государственного водного реестра России, река Никитинка относится к Камскому бассейновому округу, бассейн реки Кама, подбассейн — Кама до Куйбышевского водохранилища (без бассейнов рек Белой и Вятки), водохозяйственный участок реки — Чусовая от в/п пгт. Кын до устья. Код объекта в государственном водном реестре — 10010100712111100011771.